# Härnösand
Härnösand ist seit 1778 Residenzstadt der schwedischen Provinz Västernorrlands län und Hauptort der Gemeinde Härnösand. Die Stadt liegt auf der Insel Härnön an der Mündung des Flusses Ångermanälven.
Härnösand ist auch Bischofssitz des Bistums Härnösand in der (lutherischen) Schwedischen Kirche und einer der Standorte der Mittuniversitetet.

## Geschichte
Härnösand wurde 1585 von Johann III. gegründet und entwickelte sich in den folgenden Jahrzehnten zu einer der größten Städte Norrlands. 1647 wurde Härnösand Bischofssitz und drei Jahre später wurde auch ein Gymnasium gegründet. Die Härnösander Bürger sind im Laufe des 17. Jahrhunderts mehrmals mit den Gävlefischern in Konflikt geraten.
Während des Großen Nordischen Krieges zu Beginn des 18. Jahrhunderts wurde Härnösand stark in Mitleidenschaft gezogen. 1721 wurde die Stadt von russischen Truppen niedergebrannt. Die Stadt erholte sich jedoch rasch wieder und wurde 1778 Residenzstadt der Provinz Västernorrland. Um 1800 hatte Härnösand etwa 1.800 Einwohner.
Härnösand war im 19. Jahrhundert die zweitgrößte Stadt Norrlands und ein wichtiges Handels- und Verwaltungszentrum. Die Stadt wurde nur schwach von der Industrialisierung erfasst und verblieb Dienstleistungszentrum. Dies führte im 20. Jahrhundert zu einem schwächeren Wachstum als in vergleichbaren Städten.

## Sehenswürdigkeiten
Die älteste Bebauung mit kleinen Holzhäusern befindet sich in den Stadtvierteln Norrstaden und Östanbäcken. Von den Gebäuden des 18. und 19. Jahrhunderts sind vor allem der Dom, die Residenz und das ehemalige Gymnasium (heute Rathaus) im klassizistischen Stil zu erwähnen.
Das Freilichtmuseum Murberget Länsmuseet Västernorrland mit alten Gebäuden aus Härnösand sowie Bauernhöfen aus der Region ist nach Skansen das zweitgrößte Schwedens.

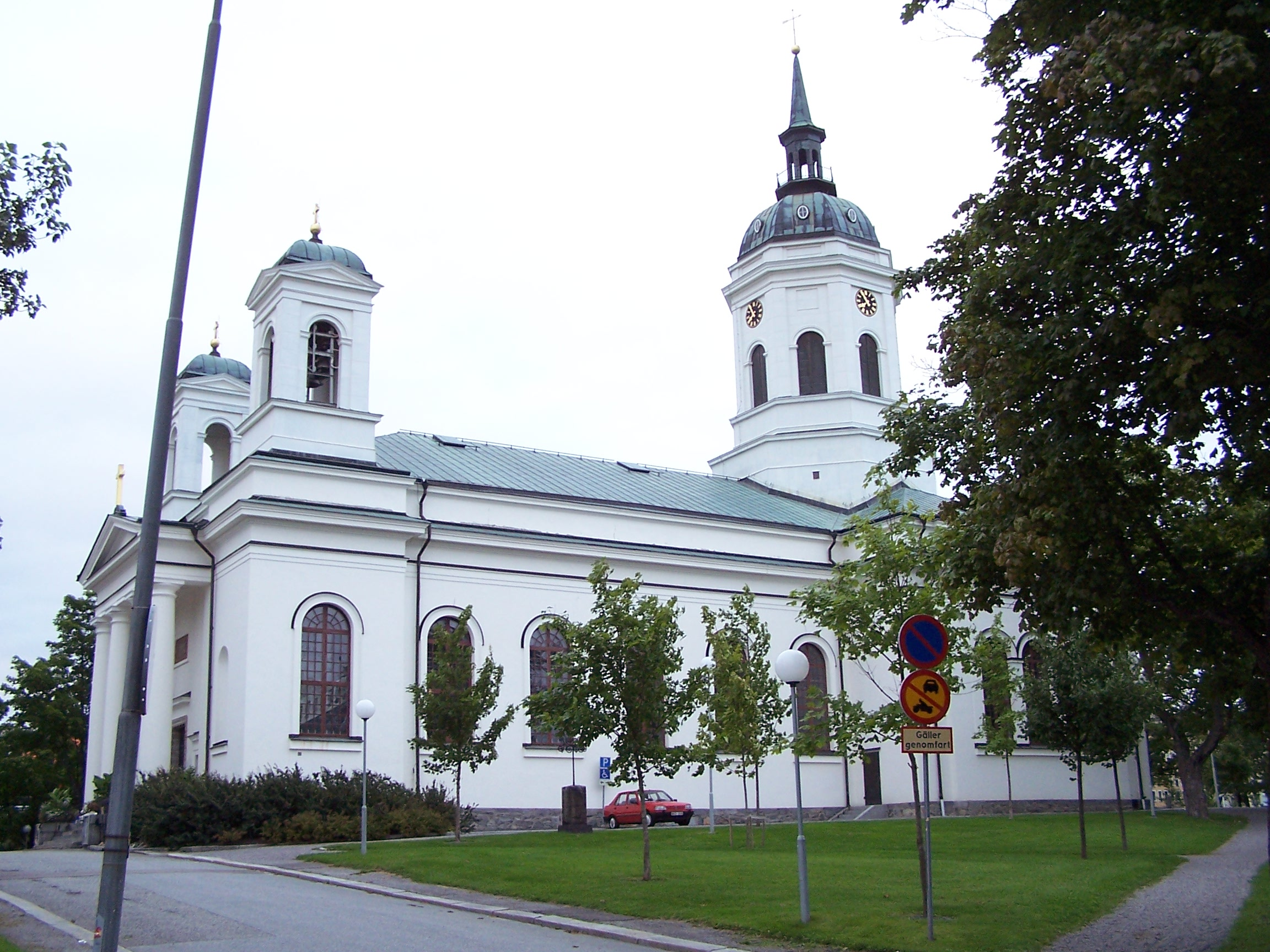
Dom zu Härnösand
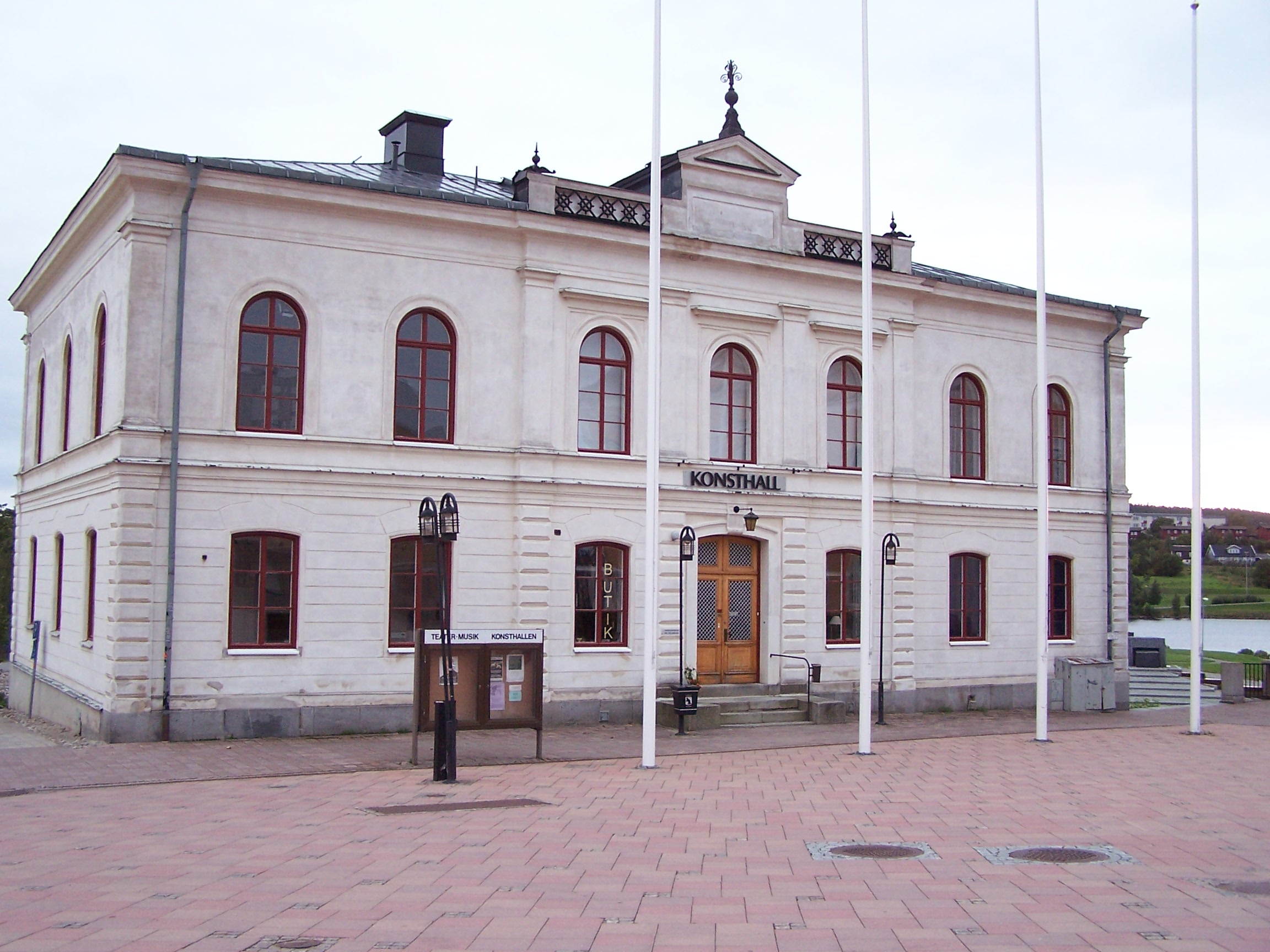
Kunsthalle
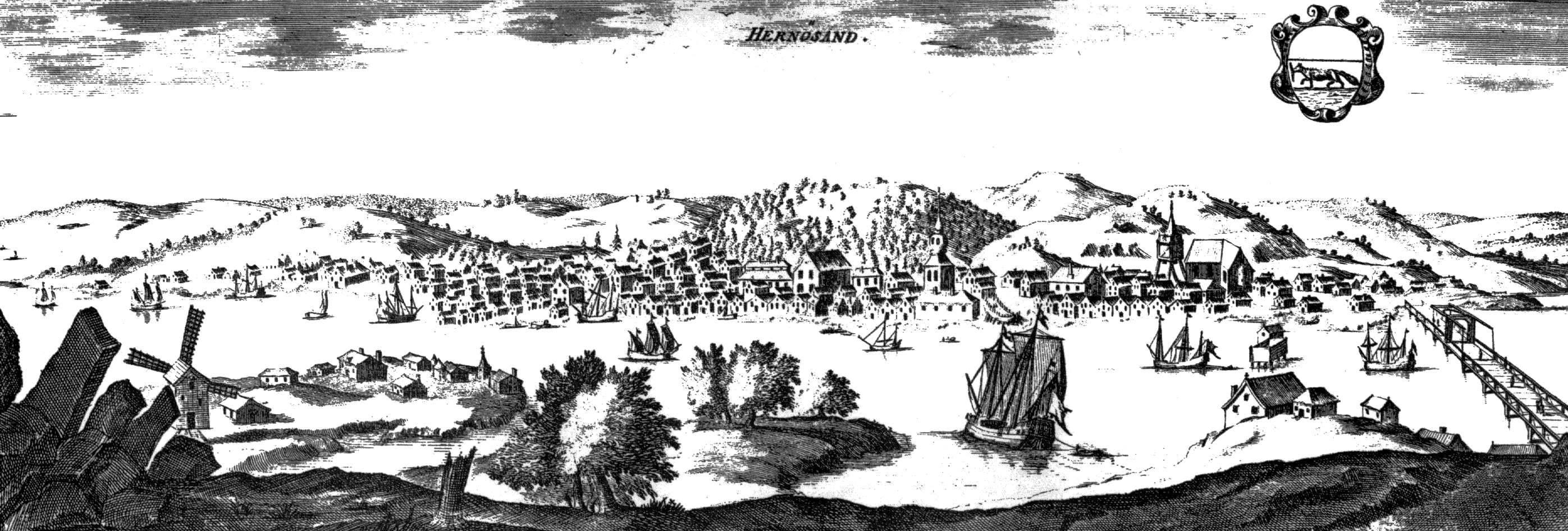
Härnösand im Jahre 1710

## Söhne und Töchter der Stadt
- Johannes Steuchius (1676–1742), lutherischer Theologe und Erzbischof von Uppsala
- Elias Sehlstedt (1808–1874), Lyriker
- Fredrika Limnell (1816–1892), Philanthropin und Frauenrechtlerin
- Harald Asplund (1831–1904), Ingenieur
- Albert Atterberg (1846–1916), Chemiker und Bodenmechaniker
- Frans Kempe (1847–1924), Industrieller
- Alfhild Agrell (1849–1923), Schriftstellerin
- Henning Mankell (1868–1930), Komponist
- Ernst G. Wahlgren (1879–1938), Romanist
- Bertil Malmberg (1889–1958), Dichter
- Jean Börlin (1893–1930), Ballett-Tänzer und Choreograf
- Nils Bohlin (1920–2002), Ingenieur, Erfinder des Dreipunkt-Sicherheitsgurts
- Sven Pettersson (1927–2017), Skispringer
- Bengt Nyholm (1930–2015), Fußballspieler
- Hans Nordin (1931–2021), Skispringer und Skisprungfunktionär
- Bengt Nilsson (1934–2018), Hochspringer
- Sven Hamrin (1941–2018), Radrennfahrer
- Bo Holmberg (1942–2010), Politiker
- Kjell Isaksson (* 1948), Stabhochspringer
- Lennart Norberg (* 1949), Eishockeyspieler
- Annika Billström (* 1956), Politikerin, Bürgermeisterin von Stockholm (2002–06)
- Eva Nordung Byström (* 1957), lutherische Bischöfin
- Lars Zetterlund (* 1964), Fußballspieler
- Anette Norberg (* 1966), Curlerin
- Johan Lundgren (* 1966), CEO easyJet
- Peter Narup (* 1969), Curler
- Tomas Nordin (* 1969), Curler
- Cathrine Lindahl (* 1970), Curlerin
- Magnus Swartling (* 1970), Curler
- Ulla-Karin Rönnlund (* 1977), Fußballspielerin
- Per Nilsson (* 1982), Fußballspieler
- Jörgen Sundqvist (* 1982), Eishockeyspieler
- Daniel Theorin (* 1983), Fußballspieler
- Henrik Leek (* 1990), Curler
- Anton Forsberg (* 1992), Eishockeytorwart
- Joakim Nilsson (* 1994), Fußballspieler